# Kaplica pomocnicza Kazańskiej Ikony Matki Bożej w Kożanach
Kaplica Kazańskiej Ikony Matki Bożej (znana również pod wezwaniem św. Jerzego) – prawosławna kaplica pomocnicza w Kożanach. Należy do parafii Podwyższenia Krzyża Pańskiego w Kożanach, w dekanacie Białystok diecezji białostocko-gdańskiej Polskiego Autokefalicznego Kościoła Prawosławnego.
Świątynia znajduje się na obrzeżach wsi, w uroczysku Święte Miejsce. Wzniesiona w 1880 według projektu Teodozego Zdanuczyka. Budowla drewniana, jednonawowa, salowa, zamknięta prostokątnie. Dach blaszany, dwuspadowy, z czworoboczną wieżyczką zakończoną ostrosłupowym hełmem. Wokół kaplicy ogrodzenie z drucianej siatki.
Obiekt wyremontowano w latach 90. XX w.
Główna uroczystość (nabożeństwo z procesją) odbywa się 21 września (według starego stylu 8 września) – w święto Narodzenia Bogurodzicy.